# Johannes Årsjö
Johannes Årsjö (ur. 21 czerwca 1985) – szwedzki strongman.
Obecnie najlepszy szwedzki siłacz. Mistrz Szwecji Strongman w roku 2009,2010,2011,2012.

## Życiorys
Johannes Årsjö zadebiutował jako siłacz w 2005 r. Wziął udział w indywidualnych Mistrzostwach Świata Strongman 2008 i Mistrzostwach Świata Strongman 2009, jednak w obu nie zakwalifikował się do finałów.
Mieszka w Norrköping.
Wymiary:
- wzrost 191 cm
- waga 138 kg
- biceps 49 cm
- klatka piersiowa 130 cm
- talia 112 cm

Rekordy życiowe:
- przysiad 330 kg
- wyciskanie 210 kg
- martwy ciąg 350 kg

## Osiągnięcia strongman
- 2005
  - 3. miejsce - Mistrzostwa Norrköping Strongman
- 2007
  - 5. miejsce - Mistrzostwa Szwecji Strongman
- 2008
  - 4. miejsce - Super Seria 2008: Viking Power Challenge
- 2009
  - 5. miejsce - Giganci Na Żywo 2009: Mohegun Sun
  - 7. miejsce - Giganci Na Żywo 2009: Stavanger
  - 3. miejsce - Super Seria 2009: Bukareszt
  - 1. miejsce - Mistrzostwa Szwecji Strongman
  - 8. miejsce - Super Seria 2009: Venice Beach
  - 7. miejsce - Super Seria 2009: Göteborg